# كعب (قدم)
الكعب (بالإنجليزية: Malleolus)‏ هو العظم الناتئ على جنبيّ كل قدم عند ملتقى السّاق والقدم، وفي كل قدم كعبان: كعب وحشي (خارجي) و كعب إنسي (داخلي).
ترتكز كل ساق على عظمين اثنين هما: 
1. قصبة الساق (الظنبوب) (بالإنجليزية: tibia)‏ على الجانب الإنسي (الداخلي) من الساق.
2. و عظم الشظية (بالإنجليزية: fibula)‏ على الجانب الوحشي (الخارجي) من الساق.

الكعب الأنسي (بالإنجليزية: medial malleolus)‏ هو ذلك البروز على الجانب الداخلي من الكاحل (بالإنجليزية: ankle)‏، و التي يشّكلها النهاية السفلية من الساق. أما الكعب الوحشي (بالإنجليزية: lateral malleolus)‏ فهو ذلك البروز على الجانب الخارجي من الكاحل، و التي يشّكلها النهاية السفلية من الساق.

## الكعب الإنسي

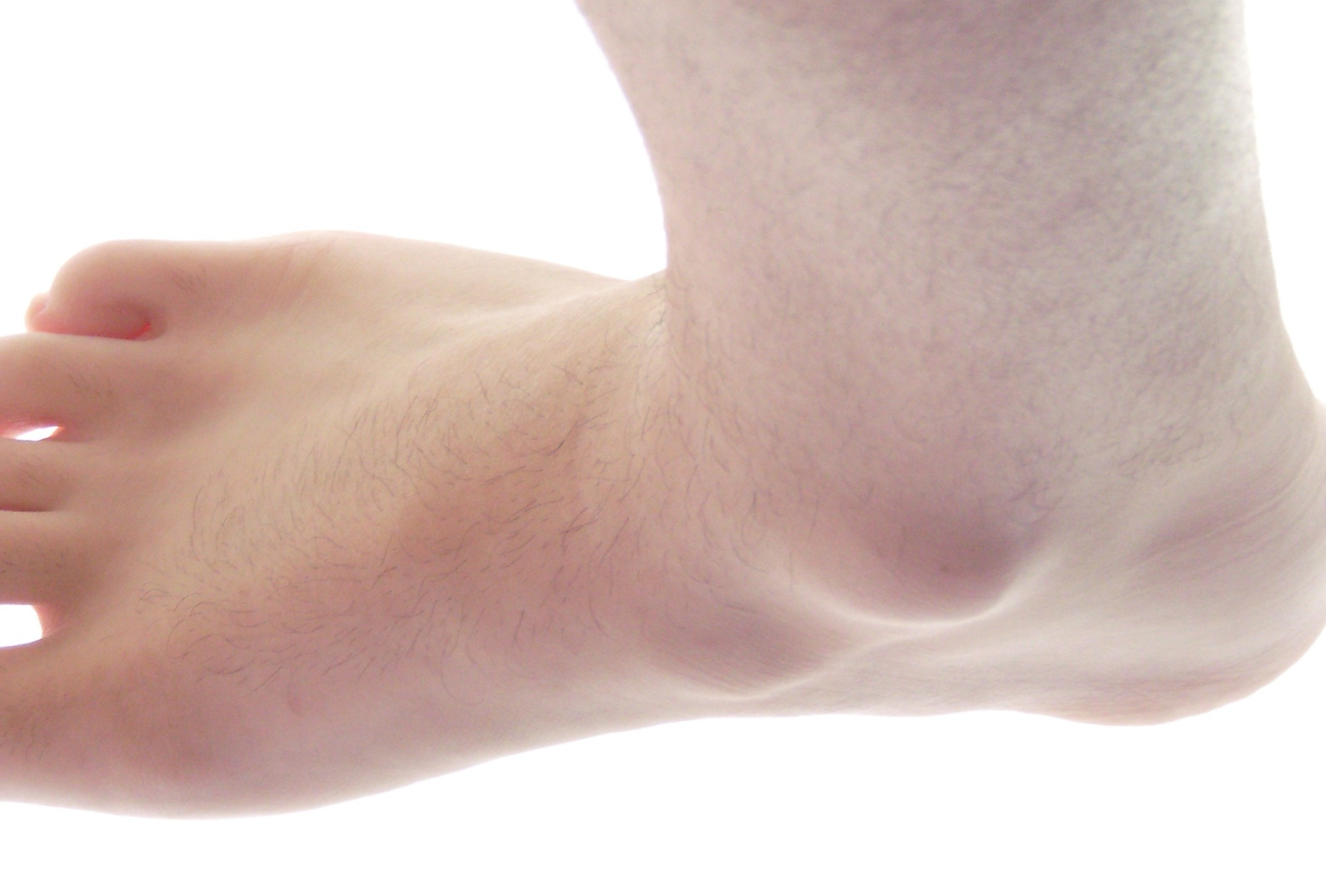
الكعب الإنسي

السطح الإنسي من الطرف السفلي من قصبة الساق (الظنبوب) يمتدّ إلى أسفل لتشكيل نتوء هرمي قوي، هو الكعب الإنسي. الكعب الإنسي (بالإنجليزية: medial malleolus)‏ هو البروز العظمي من الجهة الإنسية لمنطقة الكاحل، وهو يمثل القسم الإنسي للنهاية السفلية لعظم الظنبوب.
- السطح الإنسي من هذا البروز محدب وتحت الجلد مباشرة.
- السطح الوحشي أو السطح المفصلي، ناعم و مقعر قليلا، و يتمفصل مع عظم الكاحل (بالإنجليزية: Talus)‏.
- الحافة الأمامية خشنة، لترتبط عليها الألياف الأمامية للرباط الدالي (بالإنجليزية:  deltoid ligament)‏ لمفصل الكاحل.
- الحافة الخلفية بها ثلم (أخدود) واسع، هو الثلم الكعبي (بالإنجليزية: Malleolar sulcus)‏، يتجه إلى الأسفل بميل في الاتجاه الإنسي، وأحيانا يكون الثلم مزدوجاً؛ هذا الثلم ينزل فيه أوتار العَضَلَة الظُنبوبية الخَلفية (بالإنجليزية: Tibialis posterior muscle)‏ و العَضَلَةُ المُثْنِيَةُ الطَويلَةُ للأَصَابِعِ (بالإنجليزية: Flexor digitorum longus)‏.
- يٌعلِّم قمة الكعب الإنسي انخفاض خشن، يرتبط عليه الرباط الدالي.

البُنَى التي تمر خلف الكعب الإنسي، أعمق من (تحت) قَيدُ مُثْنِيَاتِ القَدَم (flexor retinaculum of foot) هي:
1. الوتر الظُّنْبُوبِيّ الخَلْفِيَّ (بالإنجليزية: Tibialis posterior tendon)‏.
2. العَضَلَةُ المُثْنِيَةُ الطَويلَةُ للأَصَابِعِ (بالإنجليزية: Flexor digitorum longus)‏.
3. الشِّرْيانُ الظُّنْبوبِيُّ الخَلْفِيّ (بالإنجليزية: Posterior tibial artery)‏.
4. الأَورِدَةُ الظُّنْبوبِيَّةُ الخَلْفِيَّة (بالإنجليزية: Posterior tibial vein)‏.
5. العَصَبُ الظُّنْبوبِيّ (بالإنجليزية: Tibial nerve)‏.
6. العَضَلَةُ المُثْنِيَةُ الطَّويلَةُ لإِبْهامِ القَدَم (بالإنجليزية: Flexor hallucis longus)‏.

## الكعب الوحشي

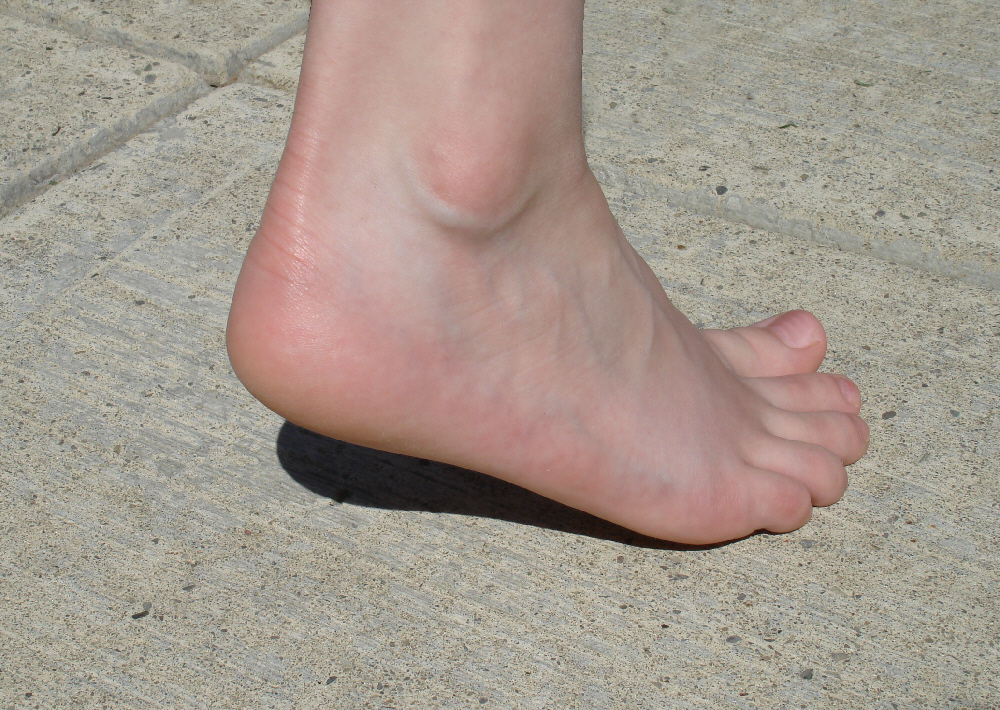
الكعب الوحشي

الكعب الوحشي (بالإنجليزية: lateral malleolus)‏ هو البروز العظمي من الجهة الوحشية لمنطقة الكاحل، وهو يمثل النهاية السفلية لعظم الشظية وهو أكثر بروزاً من الكعب الإنسي، ويتوضع في الخلف من الكعب الإنسي، ويكون أخفض من الكعب الإنسي بحوالي 1 سم. يتمفصل الكعب الوحشي مع الوجه الوحشي لعظم الكاحل.
الكعب الوحشي يقع على الطرف السفلي من عظم الشظية، و يُسمى أيضا الطرف البعيد أو الكعب الخارجي، شكله هرمي مسطّح من جانب إلى الآخر. وهو يقع إلى الأسفل من مستوى الكعب الإنسي.
- السطح الإنسي من الأمام ناعم و مثلثي الشكل، محدب من الأعلى إلى الأسفل، و يتمفصل مع سطح مقابل له و متوافق معه على الجانب الوحشي من الكاحل. وراء وتحت السطح المفصلي يوجد انخفاض خشن، يرتبط عليه الرباط الخلفي الكاحلي الشظوي (بالإنجليزية: posterior talofibular ligament)‏.
- السطح الوحشي (الجانبي) يقع تحت الجلد مباشرة ، وهو محدب و مستمر مع السطح المثلثي الذي يقع تحت سطح الجلد مباشرة على الجانب الوحشي من الجسم.
- الحافة الأمامية سميكة وخشنة، وبأسفلها انخفاض عظميّ يرتبط عليه الرباط الأمامي الكاحلي الشظوي (بالإنجليزية: Anterior talofibular ligament)‏.
- الحافة الخلفية عريضة و عليها الثلم الكعبي (بالإنجليزية: malleolar sulcus)‏ غير الغائر (ضحل) لمرور أوتار العضلة الشظوية الطويلة (بالإنجليزية: Peroneus longus)‏ و العضلة الشظوية القصيرة (بالإنجليزية: Peroneus  brevis)‏.
- قمة الكعب الوحشي مدوّرة، ويرتبط عليها الرباط العقبي الشظوي (بالإنجليزية: Calcaneofibular ligament)‏.

## أصل الكلمة
إن الجذر الثلاثي «ك-ع-ب» يدل على نتوّ (المصدر: نتوء) وارتفاعٍ في الشيء. من ذلك:
- الكَعْب: كعب الرّجل، وهو عَظْم طرَفَيِ السّاق عند ملتقَى القدمِ والسّاق.
- الكعبة: بيتُ الله، يقال سمِّي: لنتوِّه وتربيعه.
- كَعَبَتِ المرأةُ كعَابةً، وهي كاعِبٌ، إذا نتأ ثَديُها.[1]

## صور إضافية

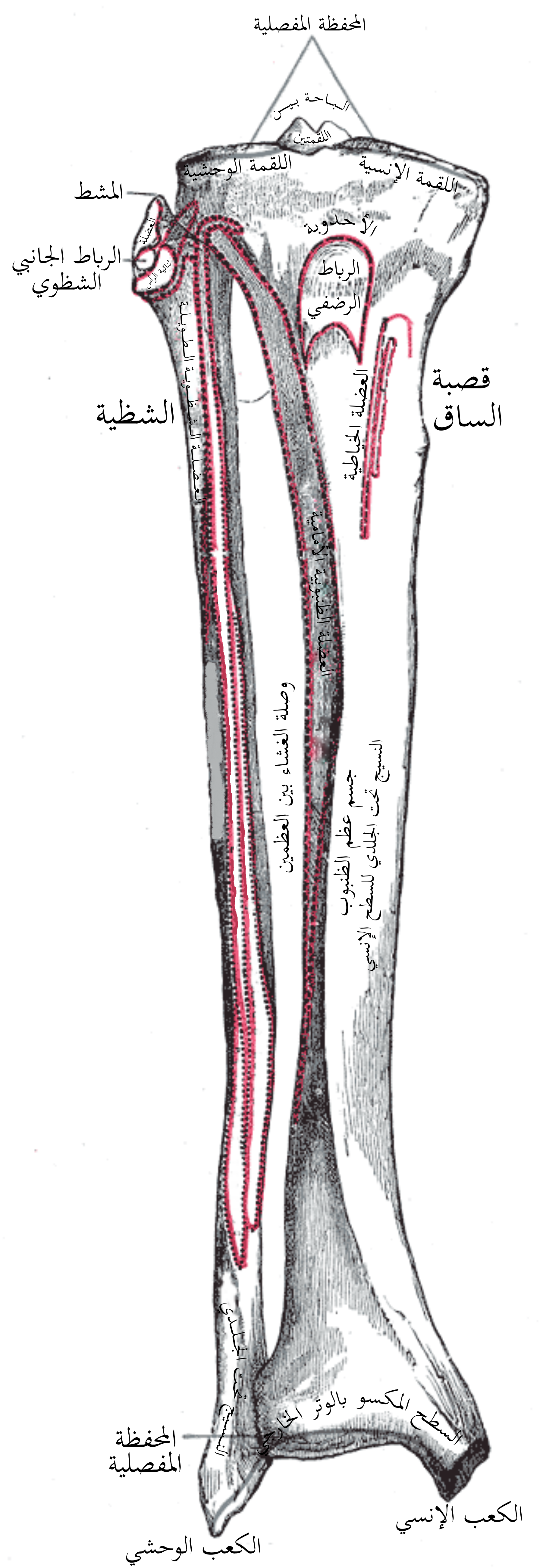
عظام السطح الأمامي للساق اليمني.
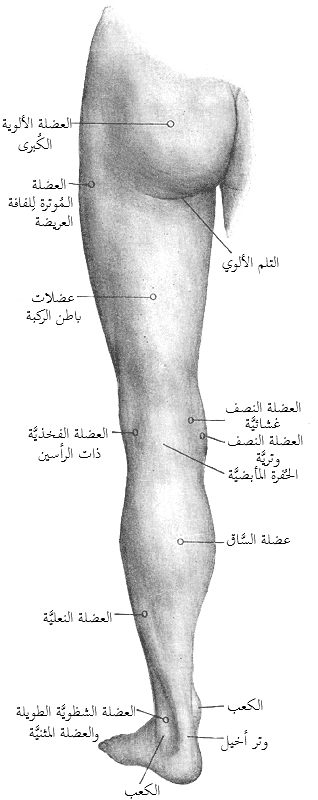
الجزء الخلفي للطرف السفلي الأيسر.
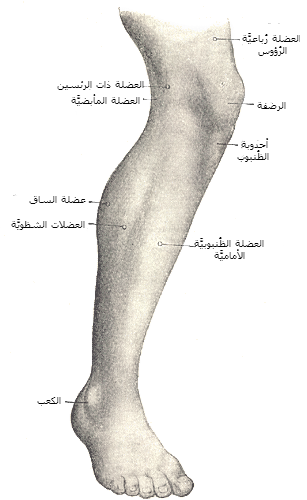
الجزء الوحشي (الخارجي) للساق اليمني.
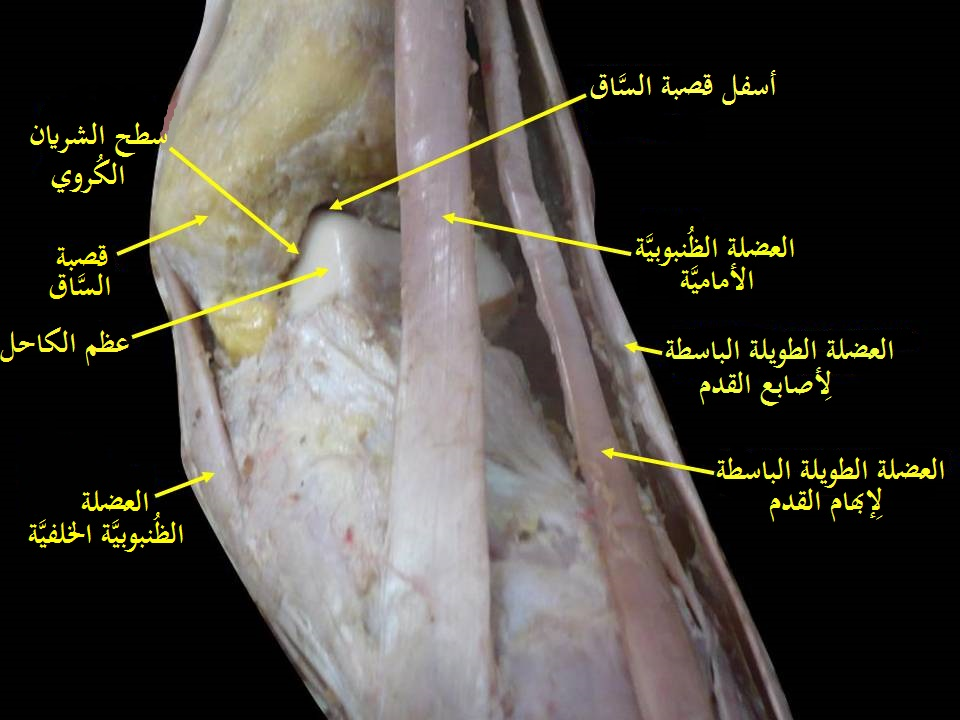
Dorsum of Foot. Ankle joint. Deep dissection
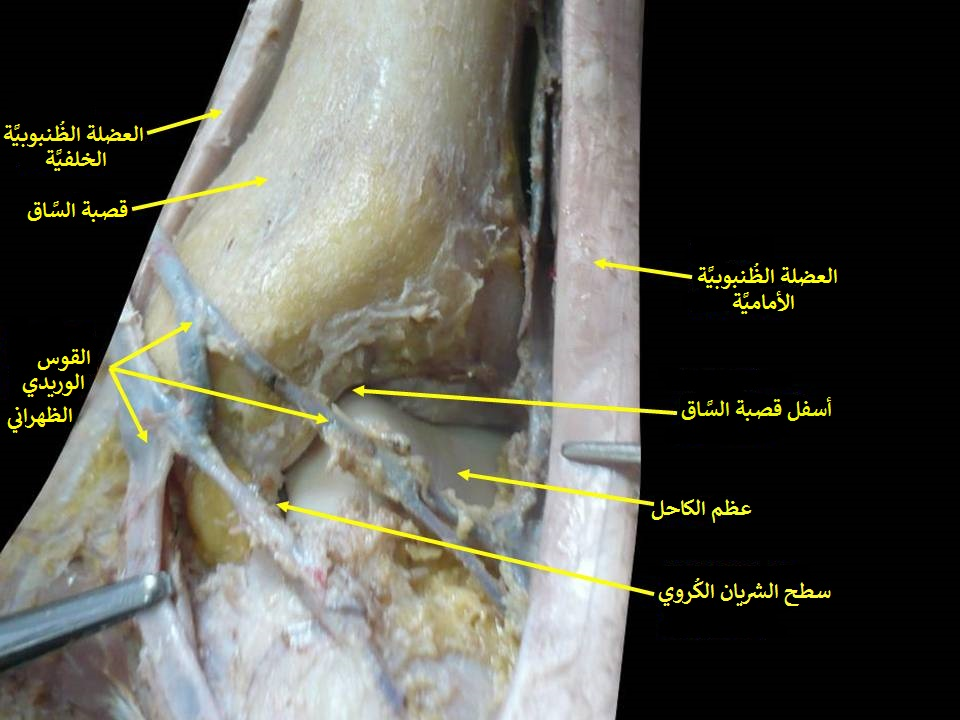
Dorsum of Foot. Ankle joint. Deep dissection
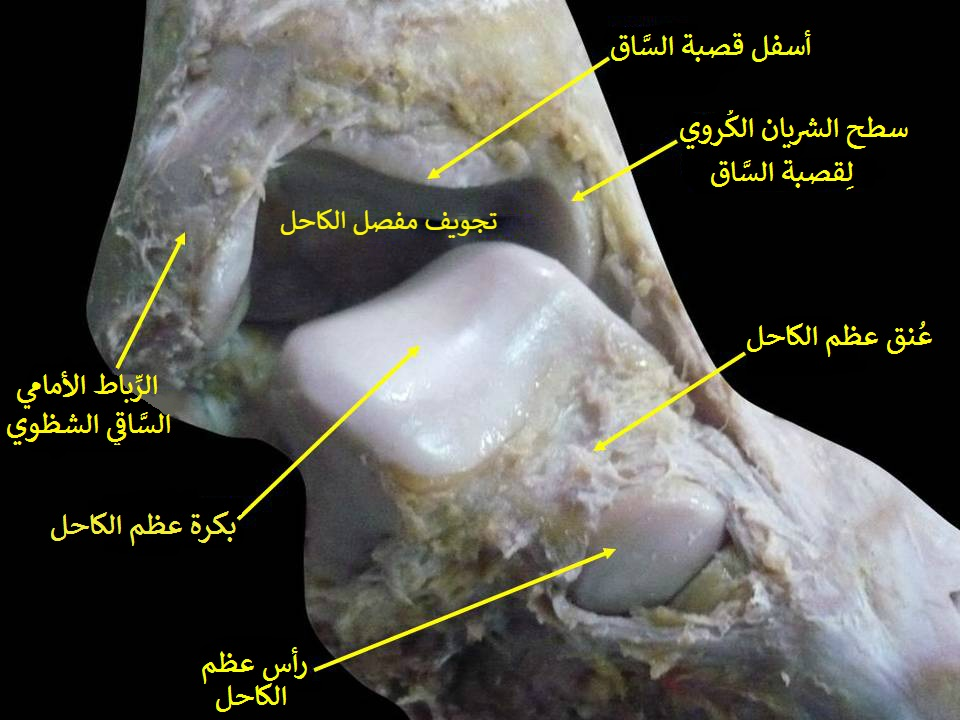
مفصل الكاحل. تشريح عميق. الجانب الأمامي.
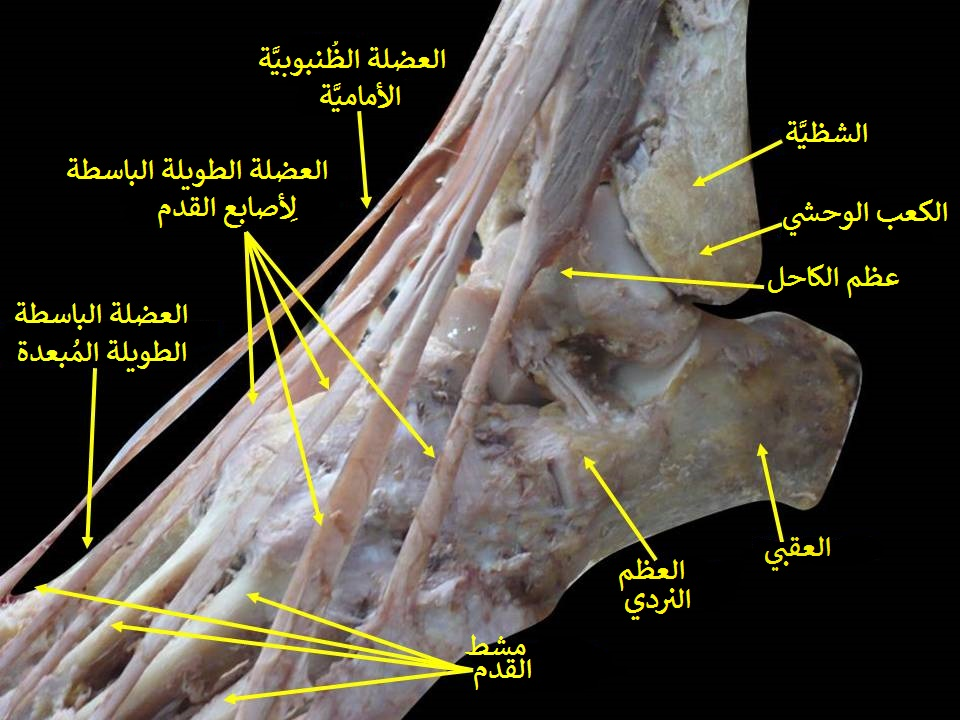
مفصل الكاحل. تشريح عميق. الجانب الوحشي (الخارجي).
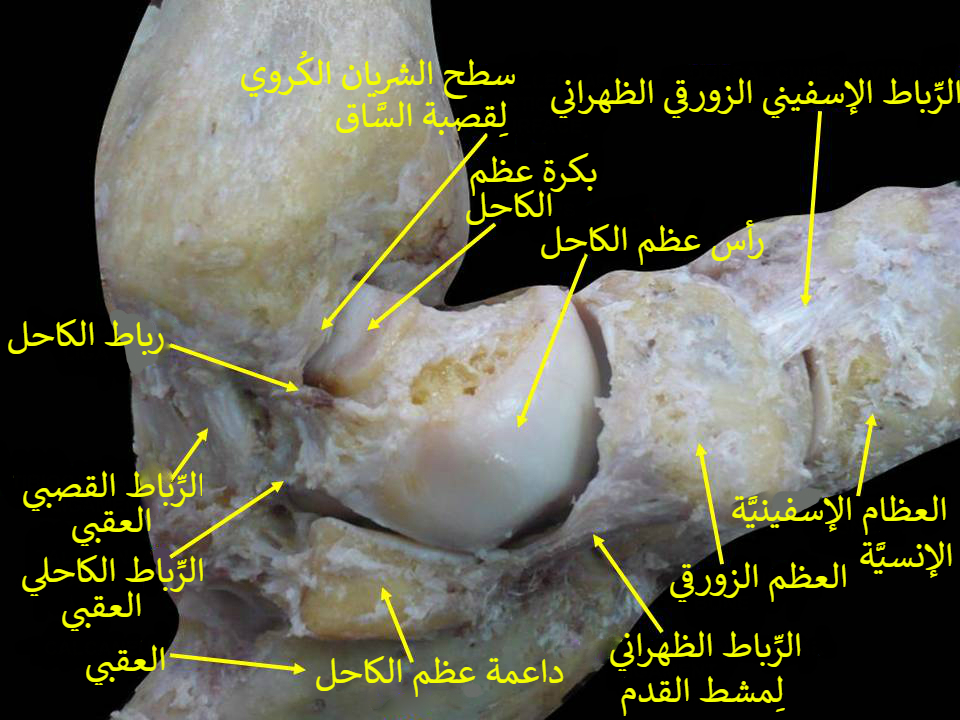
مفصل الكاحل. تشريح عميق.
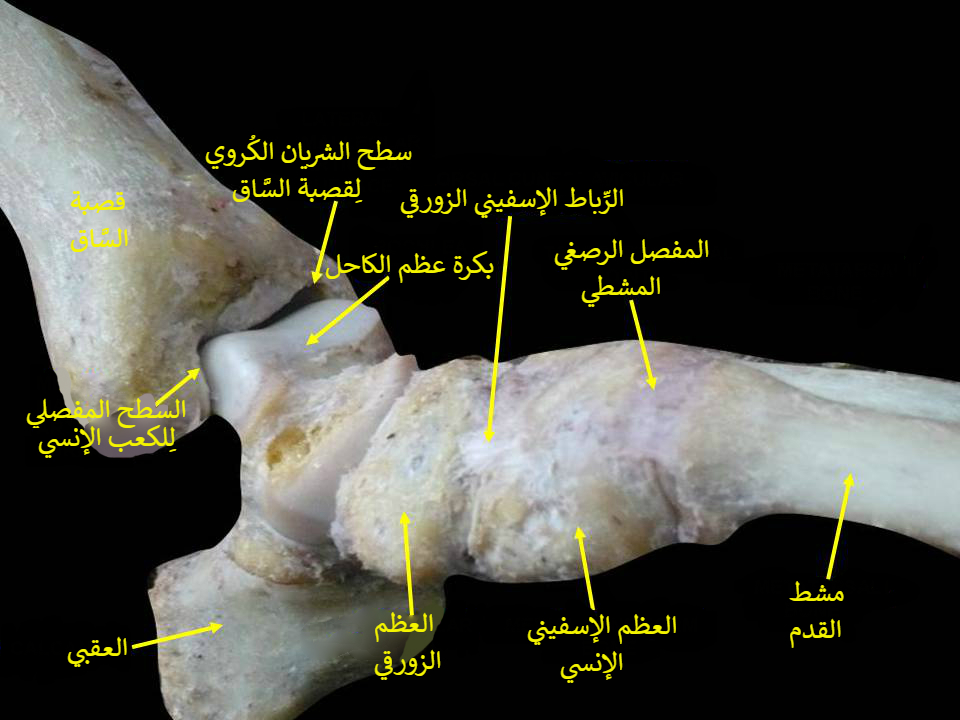
مفصل الكاحل. تشريح عميق.
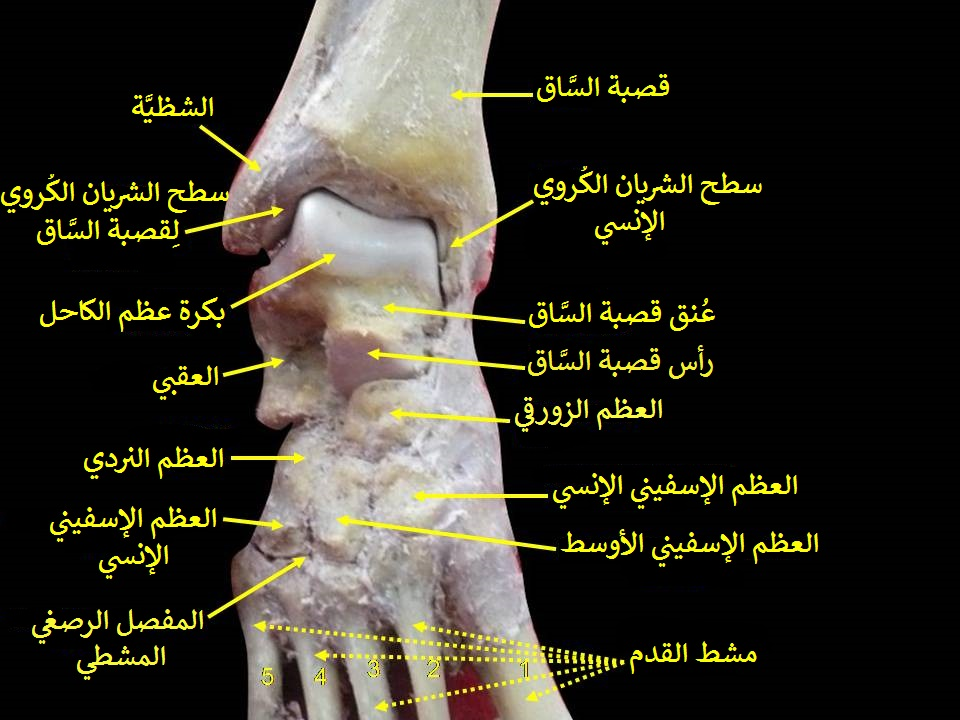
مفصل الكاحل. تشريح عميق.
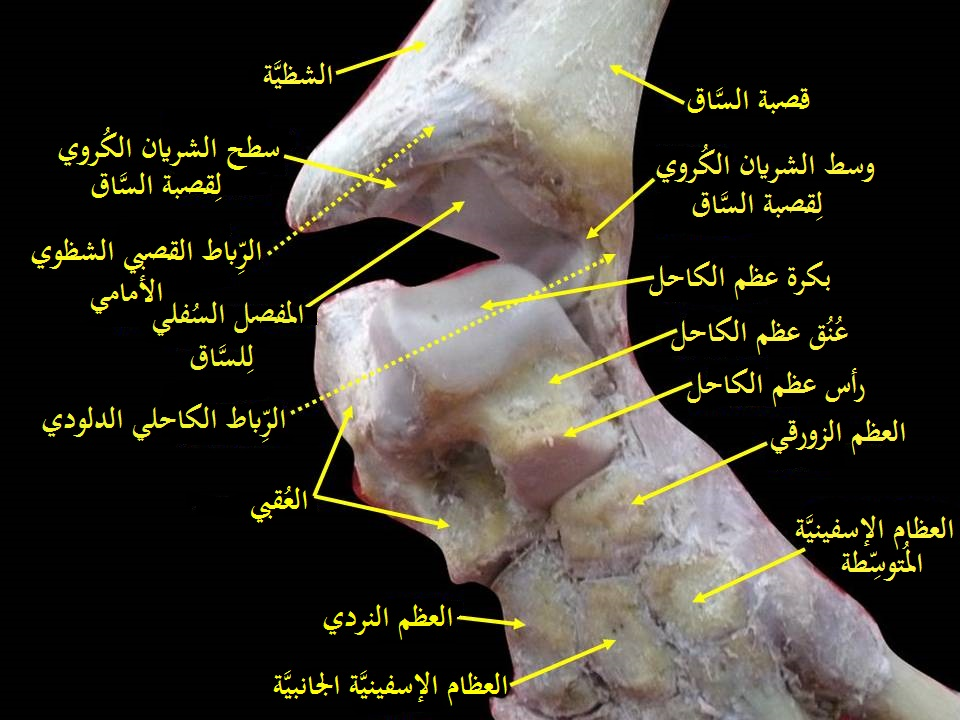
مفصل الكاحل. تشريح عميق.
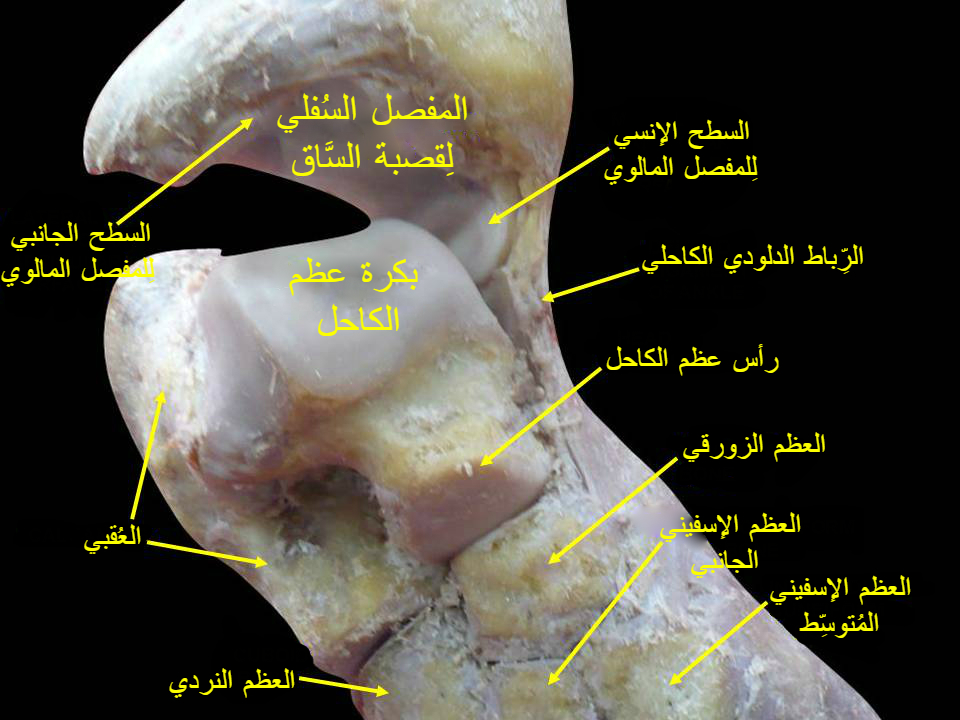
مفصل الكاحل. تشريح عميق.
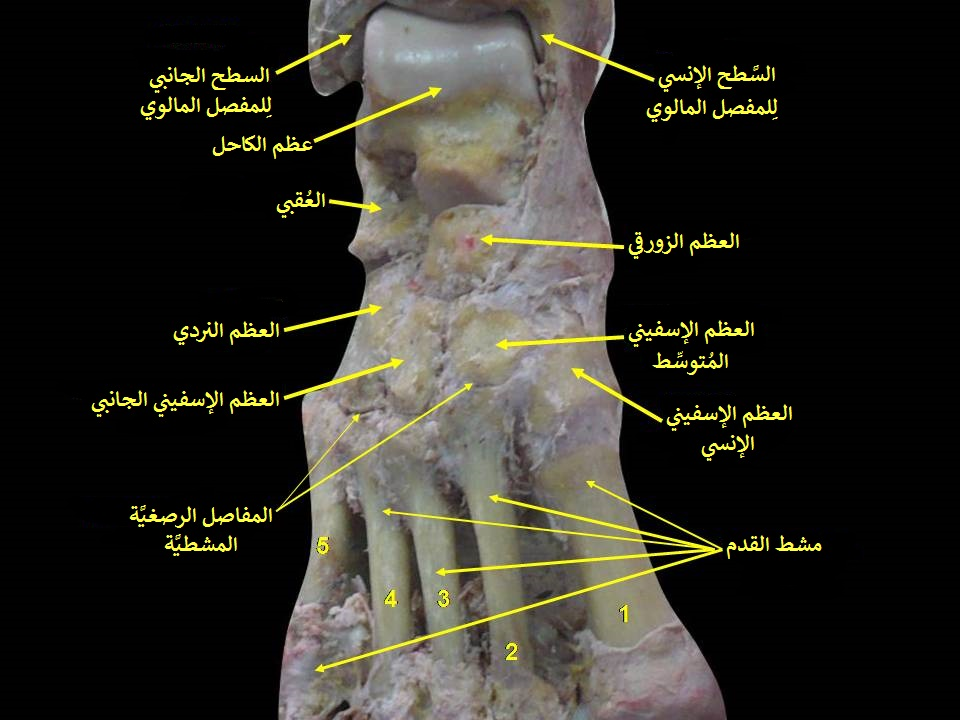
Ankle and tarsometarsal joints. Bones of foot.Deep dissection.
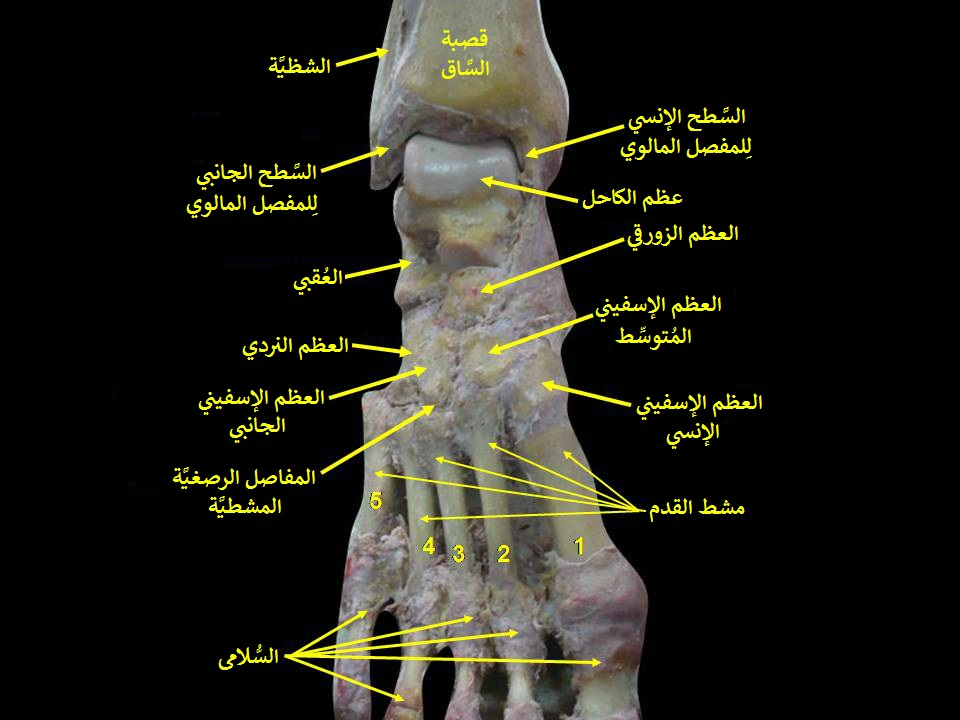
Ankle and tarsometarsal joints. Bones of foot.Deep dissection.
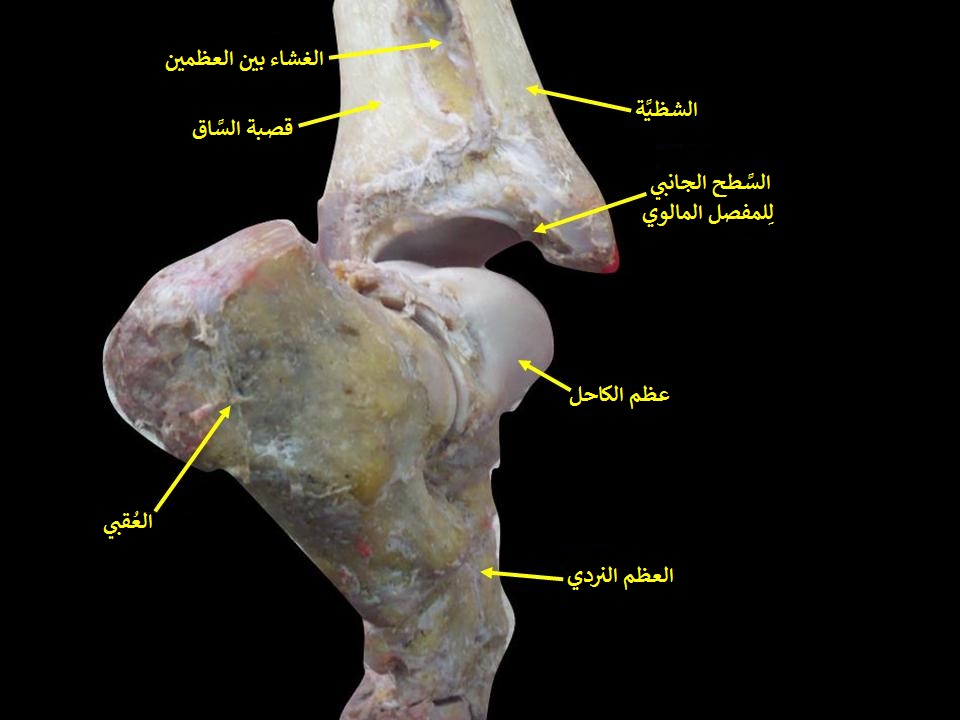
Ankle joint. Bones of foot.Deep dissection.
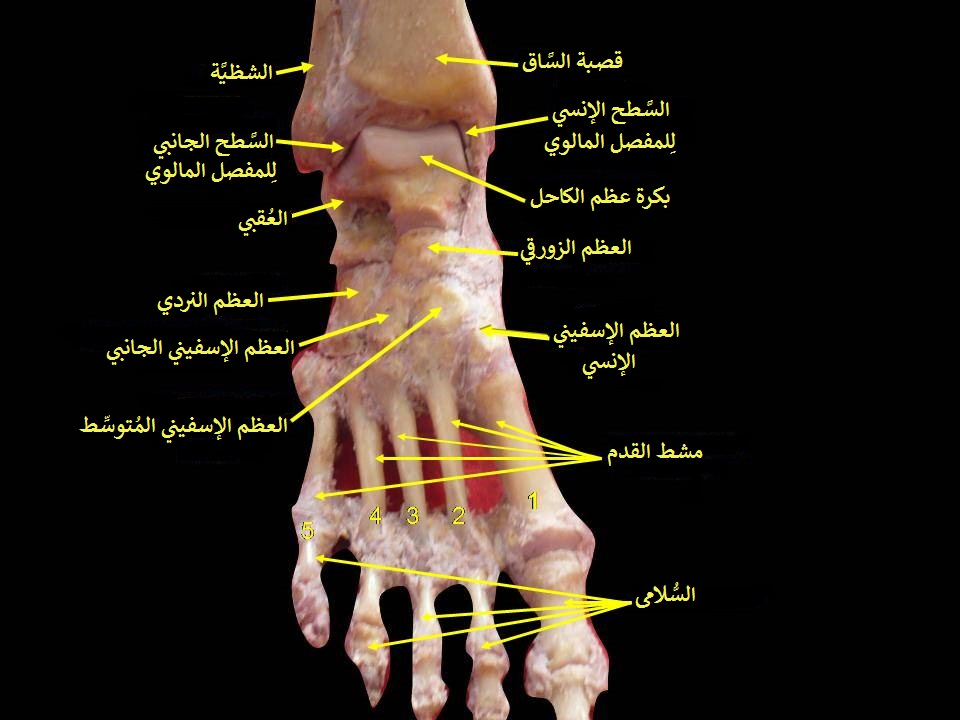
Ankle and tarsometatarsal joint. Deep dissection.Anterior view